# Claude Antoine Compère
Pour les articles homonymes, voir Compère.
Claude Antoine Compère, né le 21 mai 1774 à Châlons dans la Marne et mort le 7 septembre 1812 à la bataille de la Moskova, en Russie, est un général français de la Révolution et de l’Empire.

## Biographie

### Du sergent au chef de bataillon
Il entre en service le 8 septembre 1792 comme sergent dans le 10e bataillon de volontaires de Paris, dit des « Amis de la Patrie », avec lequel il fait les campagnes de 1792 et 1793 à l’armée du Nord. Il est blessé le 18 novembre 1792 au combat du bois d’Asche et est nommé sous-lieutenant adjoint aux adjudants-généraux le 21 novembre 1793.
De l’an II à l’an V, il sert à l’état-major des armées du Nord, de Sambre-et-Meuse et d’Allemagne.
Le 6 avril 1795, il passe lieutenant à la suite de la 33e demi-brigade d’infanterie puis, le 8 octobre 1796, il obtient son brevet de capitaine à la suite de la 17e demi-brigade de ligne.
De l’an VI à l’an X, Compère est employé aux armées de Ouest, du Danube, du Rhin, et du Portugal.
Il est blessé grièvement à la tête lors de la bataille de Zurich des 25 et 26 septembre 1799, et il obtient le grade de chef de bataillon sur le champ de bataille.
Le 6 février 1800, il devient aide de camp du général Saligny
Le 29 mai 1802, il passe chef de bataillon titulaire à la 13e demi-brigade d’infanterie légère.
À son retour du Portugal, il entre avec son grade dans le 9e régiment d’infanterie légère le 14 décembre 1803.
Il est fait chevalier de la Légion d’honneur le 14 juin 1804.

### Sous l'Empire

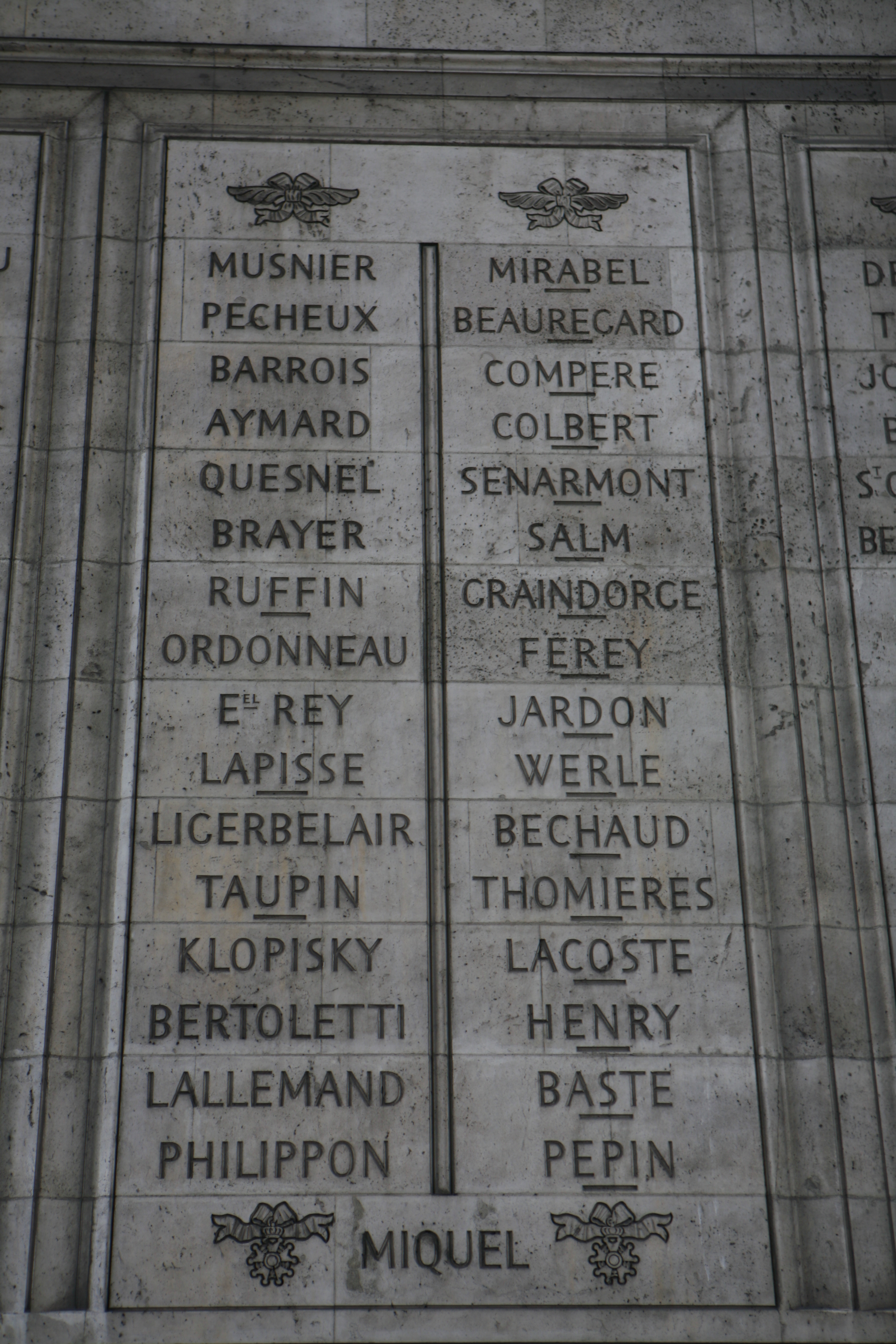
Noms gravés sous l'arc de triomphe de l'Étoile : pilier Ouest, 37e et. Compère figure en 3e position de la 38e colonne.

À la demande du général Saligny, Compère redevient son premier aide de camp le 2 juin 1805 et fait la campagne d’Autriche au 4e corps de la Grande Armée.
En 1806, il rejoint l’armée de Naples :
- En février, il est chargé de commander l’avant-garde du corps du général Reynier. Il se distingue le 9 mars 1806 à la bataille de Campo Tenese et est nommé major au 7e régiment d’infanterie de ligne le 19 avril suivant.

- Le 1er mai 1806, il passe dans les grenadiers de la Garde du roi Joseph et a le bras cassé d’un coup de feu le 4 juillet au cours de la bataille de Maida en ralliant ses troupes que les colonnes anglaises ont mises en désordre.

- Le 30 octobre 1807, il passe colonel des grenadiers de la Garde du roi

- Il obtient les décorations de chevalier puis de commandeur de l’Ordre royal des Deux-Siciles les 18 et 19 mai 1808.

- Il est promu général de brigade le 24 décembre 1808 et général de division le 21 novembre 1809.

- Le 2 mars 1810, il devient colonel général de la Garde et premier inspecteur général de la gendarmerie.

- En 1811, il commande en Espagne la division napolitaine.

Le 10 janvier 1812, il est réadmis au service de la France avec le grade de général de brigade. Attaché le 20 janvier au corps d’observation de l’Elbe, il fait la campagne de Russie à la Grande Armée.
Il est fait officier de la Légion d’honneur le 2 septembre 1812, peu avant d'être tué à la bataille de la Moskova le 7 septembre suivant.

## Distinctions
- Il fait partie des 660 personnalités à avoir son nom gravé sous l'arc de triomphe de l'Étoile.

## Sources
- A. Lievyns, Jean Maurice Verdot, Pierre Bégat, Fastes de la Légion-d'honneur, biographie de tous les décorés accompagnée de l'histoire législative et réglementaire de l'ordre, Tome 5, Bureau de l’administration, 1842, 575 p. (lire en ligne), p. 76.
- « Cote LH/578/64 », base Léonore, ministère français de la Culture
- Jacques Charavay, Les généraux morts pour la patrie, 1792-1871 : notice biographiques, Au siège de la société, 1893, 261 p. (lire en ligne), p. 113.